# Абдильдин, Серикболсын Абдильдаевич
Серикболсын Абдильдаевич Абдильдин (каз. Серікболсын Әбділдаұлы Әбділдин; 25 ноября 1937, Кызылкесек, Аксуатский район, Семипалатинская область, Казахская ССР, СССР — 31 декабря 2019, Алма-Ата, Казахстан) — советский и казахстанский экономист и политик, первый секретарь Коммунистической партии Казахстана (1996—2010). В 1999 году выдвигал свою кандидатуру на выборах президента Казахстана, на которых занял второе место с 13 % голосов.

## Биография
Происходит из рода бура племени найман. Окончил Казахский сельскохозяйственный институт в 1960 году. В 1960—1963 годах главный агроном в совхозах Семипалатинской области. В 1963—1966 годах аспирант, в 1966—1967 годах — старший научный сотрудник КазНИИ экономики и организации сельского хозяйства. В 1967—1976 годах начальник подотдела, заместитель начальника отдела, в 1974—1976 годах — заместитель председателя Госплана Казахской ССР.
С 1981 года до закрытия являлся членом ЦК Компартии Казахской ССР. В 1982—1985 годах — первый заместитель министра сельского хозяйства, ректор Республиканской высшей школы управления агропромышленным комплексом, с ноября 1985 по 1987 год — первый заместитель председателя Госагропрома Казахской ССР. В 1987—1991 годах являлся постоянным представителем Совета Министров Казахской ССР в Москве при Совете Министров СССР, в 1990—1991 годах — заместителем председателя Верховного Совета Казахской ССР. Избирался депутатом Верховного Совета Казахской ССР 11-го созыва.
Председатель Верховного Совета РК (16 октября 1991 — декабрь 1993).
В 1994 году Абдильдин ушёл в оппозицию.
С апреля 1996 года — первый секретарь ЦК Компартии Казахстана.
С октября 1999 года — сопредседатель Форума демократических сил Казахстана.
Баллотировался на выборах президента страны в 1999 году, по итогам выборов набрал 857 386 голосов или 11,70 процента от общего числа принявших участие в голосовании избирателей, заняв второе место после действующего президента Н. А. Назарбаева.
С февраля 2002 года — член политсовета ОО «Демократический выбор Казахстана».
В декабре 2002 года стал членом постоянно действующего Совещания по выработке предложений по дальнейшей демократизации и развитию гражданского общества, которое было создано по распоряжению президента Казахстана Н. А. Назарбаева и существовало до июня 2005 года.
С 2004 года являлся заместителем председателя Союза коммунистических партий — КПСС.
2 ноября 2004 года стал членом Национальной комиссии по вопросам демократии и гражданского общества, созданной как консультативно-совещательный орган при Президенте Республики Казахстан.
20 марта 2006 года после расформирования Национальной комиссии по вопросам демократии и гражданского общества при Президенте Республики Казахстан была создана Государственная комиссия по разработке и конкретизации программы демократических реформ в Республике Казахстан, членом которой стал Серикболсын Абдильдин.
17 апреля 2010 года прошёл пленум ЦК и ЦКК Компартии Казахстана, на котором на посту первого секретаря партии Серикболсына Абдильдина заменил Газиз Алдамжаров. По словам Г. Алдамжарова идея смены руководства принадлежала самому Абдильдину — о своём уходе он говорил около четырёх лет, а за два года обращался к Алдамжарову, чтобы он принял партию.
Скончался 31 декабря 2019 года в возрасте 82 лет.

## Семья
Отец — Абильда Алимжанов погиб на фронте в 1943 году, мать — Тлехан Алимжанова. Жена — Лаура Исенгельдиевна Абдильдина, профессор Казахского сельскохозяйственного института, доктор экономических наук.
Дочь Гаухар — врач, кандидат медицинских наук, доктор философии. Сын Срым — инженер, доктор экономических наук. Внуки Асель, Адель и Чингиз.

## Награды
- Два ордена Трудового Красного Знамени;
- Орден «Знак Почёта»[2];
- Орден «Барыс»»;
- Орден «Содружество» (25 марта 2002 года, Совет Межпарламентской Ассамблеи государств — участников Содружества Независимых Государств) — за активное участие в деятельности Межпарламентской Ассамблеи и её органов, вклад в укрепление дружбы между народами государств — участников Содружества[11];
- Орден «Партийная доблесть»;
- Награждён также ещё шестью медалями СССР и тремя медалями Республики Казахстан[7].

## Сочинения
- Сельское хозяйство Казахстана. — Алма-Ата: Кайнар, 1977;
- Резервы сельскохозяйственного производства Казахстана. — Алма-Ата: Кайнар, 1982;
- Комплексное освоение кормовых угодий. — Алма-Ата: Кайнар, 1986.
- Продовольственный комплекс Казахстана. — Алма-Ата, 1988.
- Становление парламентаризма в Казахстане. — Санкт-Петербург, 1993.
- Қазақстан парламенті. Алматы, 1993.
- Парламент Казахстана. От союза к государственности. Алматы, 1997.
- Уроки пережитого и размышления о будущем. Алматы, 1997.
- Бизнес-план сельского предпринимателя. Алматы, 1997.
- Ауыл кәсіпкерінің бизнес-жоспары. Алматы, 1998.
- Планирование социально-экономического развития (курс лекций). Алматы, 1999.
- Әлеуметтік-экономикалық дамуды жоспарлау. Алматы, 1999.
- Организация агробизнеса (учебник). Алматы, 2001.
- Агробиснесті ұымдастыру (оқулық). Алматы, 2001.
- Земля целинного подвига. Алматы, 2004.
- Компартия от съезда к съезду. Алматы, 2004.
- Корпоративное управление (уч. пособие). Алматы, 2007.
- Корпоративтік басқару (оқу құралы). Алматы, 2008.
- Современный менеджмент (уч. пособие). Алматы, 2009.
- Ақиқат пен Аңыз. Алматы, 2009.
- Реалии и мифы. Алматы, 2009.
- Қазіргі менеджмент (оқу құралы). Алматы, 2010.
- Особый день в истории Казахстана. Алматы, 2011.
- Қазақ елінің ең биік күні. Алматы, 2011.
- За государственность Казахстана (5 томов). Алматы, 2012.
- Қазақстан мемлекеттілігі үшін (5 том). Алматы, 2012.
- Билік және ауыл. Власть и село. Алматы, 2014.
- Первый председатель. Алматы, 2016.